# Бонифации
Бонифациите са италианска благородническа фамилия, произхождаща от един германски благородник, който идва в Италия с Карл Велики. Той получава през 812 г. Лука с титлите граф и херцог. Получава и градовете Пиза, Волтера, Пистоя и Луни. Неговите наследници от мъжката линия стават през 844/845 г. маркграфове на Тусция и държат собственосста до 931 г., когато последният член на фамилията е смъкнат и ослепен от неговия полубрат Хуго от Виен от фамилията на Бозонидите.

## Родословен списък
1. Бонифаций I, † пр. 5 октомври 823, идва с Карл Велики от Бавария, от 812 граф и херцог на Лука и маркграф на Тоскана; ∞ NN
  1. Берехарий, бие се 828 против сарацините
  2. Бонифаций II, † сл. 838, през 823/835 граф и херцог на Лука, маркграф на Тоскана, 828/30 тутор на Корсика, 835 изгонен от император Лотар I, 838 кралски пощальон (missus regius) в Септимания; ∞ NN
    1. Берард, 855 с брат му Адалберт в Рим, 876/888 доказан, граф
    2. Адалберт I, † сл. 27 май 884, 844/45 – 884/89 граф и херцог на Лука, маркграф на Тусция с Флоренция и Фиезоле, 846 тутор на Корсика, завоюва 878 Рим заедно с Ламберт I, херцог на Сполето (Гвидони), издигнат на Defensor Patrimonii Sancti Petri, основава 884 манастира San Caprasio в Аула; ∞ I Анонсуара; ∞ II пр. 863 графиня Ротхилда, † сл. 27 май 884, дъщеря на херцог Гуидо Сполетски (Гвидони)
      1. (II) Адалберт II Богатия, † 10/19 септември 915, 884 – 889 граф и херцог на Лука и маркграф на Тусция; ∞ 890/898 Берта от Лотарингия, † 8 март 925, 906 „кралица на франките“, 915 регентка, дъщеря на крал Лотар II (Каролинги), вдовица на Теотбалд, граф на Арл (Бозониди).
        1. Гвидо (Видо), † 928/929, 915 – 928/929 граф и херцог на Лука и маркграф на Тусция, пленен 916 – 920 в Мантуа; ∞ 924/925 Марозия, senatrix et patricia Romanorum, † 932/937 в затвор, дъщеря на Теофилакт (Теофилакти), вдовица на Алберих I, маркграф на Сполето, омъжва се трети път 932 Хуго от Виен, крал на Италия (Бозониди)
          1. Теодора (Берта)
          2.  ? 1 или 2 деца

        2. Ламберт, † сл. 938, 928/929 – 931 граф и херцог на Лука, маркграф на Тусция, 931 ослепен от неговия полубрат Хуго от Виен (Бозониди)
        3. Ерменгард, † 29 февруари сл. 932; ∞ 915 Адалберт I Богатия, маркграф на Иврея, † 923

      2. (II) Бонифаций, сл. 884 граф, 894 в двора на крал Арнулф в Павия
      3. (II) NN (вер. Регинсинда) монахиня в Santa Giulia в Бреша

  3. Рихилда, † сл. 5 октомври 823, игуменка на SS Benedetto e Scholastica в Лука

## Отбертините като наследници
Вероятно Отберт I, прародителят на Отбертините (Obertenghi, Otbertiner), произлиза Дом Бонифаций, от маркграфовете на Тусция, и е дошъл от Бавария с Карл Велики в Италия. Отбертините стават маркграфове на Милано.